# Skånepartiet
Skånepartiet (SKÅ eller SKÅP) är ett regionalt politiskt parti i Skåne, grundat 24 mars 1979 av partiledaren Carl P. Herslow. Tre uppmärksammade profilfrågor för partiet är skånsk självständighet från Sverige, en restriktiv flykting- och invandringspolitik samt "avlägsnandet av islam från Skåne". Partiet var representerat i Malmö kommunfullmäktige 1985–2006, samt under kortare perioder i Vellinge, Svedala, Staffanstorp och Burlöv.

## Ideologi
Skånepartiet är ett borgerligt marknadsliberalt, icke-socialistiskt parti.
Skånepartiets ursprungliga framtoning och politik bygger på två huvudkrav: Avskaffandet av Radio- och TV-monopolet och självstyrelse för Skåne. Till en början drev partiet kravet på utropandet av Skåne till en fri och självständig republik, men kravet mildrades till regionalt självstyre för Skåne. På senare tid återgick partiet till att kräva total självständighet. På senare tid dominerades partiet av en mer invandringskritisk framtoning.
Partiet har beskrivits som högerpopulistiskt , främlingsfientligt  och som ett missnöjesparti . Medlemmar i partiet har pekats ut att ha kopplingar till den svenska extremhögern.

## Politiskt program

### Energi
Partiet vill att båda reaktorerna i Barsebäcks kärnkraftverk ska återstartas. 

### Försvar
Partiet har länge förespråkat svenskt medlemskap i NATO. Sedan 2000-talet driver man att Skåne, om det blev självständig republik, ska gå med i NATO.

### Migration
Skånepartiet har profilerat sig genom kritik mot invandringspolitiken, och de vill ha en mer restriktiv flykting- och invandringspolitik.

### Regionalpolitik
Skånepartiet vill att Skåne ska vara självständigt från Sverige.

### Religion
Partiet vill att islam avlägsnas från Skåne.

## Historia
Skånepartiet har sitt ursprung i Skånerörelsen som bildades 1977 och ombildades till politiskt parti 1979. 
Efter en lyckosam satsning på närradio nådde Skånepartiet stora valframgångar i kommunfullmäktigevalen 1985 i sydvästra Skåne, vilket bland annat ledde till att det socialdemokratiska styret i Malmö bröts efter 66 år. Skånepartiet gick då samman med Centerpartiet, Folkpartiet och Moderaterna i kommunfullmäktige där moderaternas Joakim Ollén blev kommunstyrelsens ordförande. 
Vid manifestationen den 16 september 2004 på Stortorget i Malmö sade Carl P. Herslow följande om islam:
| ” | Islam är en hemsk vidskepelse, oförenlig med demokrati, jämställdhet, humanitet och vetenskaplig och ekonomisk utveckling. Samtliga riksdagspartier främjar islam som, om ingenting görs, inom ett par decennier kommer att bli väljarmajoritetens ståndpunkt. Vi vill helt avlägsna islam från Skåne. De som inte vill avlägga trosbekännelsen ”Jag tror på Skåne och inte på islam, skål” får flytta härifrån. | „ |

Justitiekanslern prövade innehållet i en kampanjannons, och särskilt meningen "Islam skall bort eftersom åskådningen är oförenlig med demokrati", men fann inte vid sin prövning att detta innebär hets mot folkgrupp.
I ett tal på Stortorget i Sölvesborg år 2015 förklarade partiordförande Carl P. Herslow om att han ville inkludera landskapet Blekinge till Skåne och därmed utvidga Skånepartiets väljarområde.
Den 30 juni 2020 meddelade Herslow att partiet läggs ner. Partiet återuppstod den 2 juli 2020.[källa behövs]

## Samverkande organisationer

### Media
Partiets pressorgan heter Skånekuriren.
Efter en lyckosam satsning på närradio nådde Skånepartiet stora valframgångar i kommunfullmäktigevalen 1985 i sydvästra Skåne. Den 16 januari 2017 lades närradion ner efter 35 år av ekonomiska skäl, för att några veckor senare återupptas. Detta sedan man enligt partiet fått ett ansenligt bidrag från en vinproducent från Sydeuropa. Den 7 augusti 2024 lades närradion ner.

### Valsamverkan
Skånepartiet har deltagit i val tillsammans med Centrumdemokraterna under namnet Skånes Självständighetsparti.

## Valresultat

### Regionalval
I Skånes regionval 2014 stöddes partiet av 2645 väljare (0,33%).

### Kommunalval
Partiet var representerat i Malmö kommunfullmäktige 1985–2006. I kommunvalet 2006 fick Skånepartiet 2847 röster. vilket 2014 hade minskat till 1100 röster (0,6%).
Partiet har även haft representation i Burlöv1985-1988, Staffanstorp 1985-1991, Svedala 1985-1988, 1998-2006 samt Vellinge 1985-1988.